# Branchiostegus auratus
Branchiostegus auratus is een straalvinnige vissensoort uit de familie van tegelvissen (Malacanthidae). De wetenschappelijke naam van de soort is voor het eerst geldig gepubliceerd in 1907 door Kishinouye.